# Геронтий (Лакомкин)
Епископ Геронтий (в миру Григорий Иванович Лакомкин; 1 [13] августа 1872, Большая Золотилова, Костромская губерния — 7 июня 1951, Москва) — епископ Древлеправославной Церкви Христовой (старообрядцев, приемлющих белокриницкую иерархию), епископ Костромской и Ярославский.
В 2007 году канонизирован в Русской православной старообрядческой церкви как местночтимый святой. В 2012 году на Освященном Соборе Русской Православной старообрядческой Церкви был канонизирован для общецерковного почитания.

## Семья
Родоначальником фамилии Владыка Геронтий называет старообрядца белокриницкой иерархии Иякова. Согласно семейному сказанию, он всегда носил мешочек, называемый «лакомка», в котором были гроши и копеечки, подавая милостыню нищим и одаривая детей. За то, что он носил этот мешочек не только по праздникам, как это делали многие в то время, но ежедневно, его называли Лакомка, а его сыновей Парфения и Герасима — Лакомкины.
Много поколений предков владыки Геронтия были старообрядцами, его отец являлся священником. Брат Георгий принял иноческий постриг с именем Геннадий и сам впоследствии стал старообрядческим епископом.

## Биография

### Молодость
Родился в деревне Большая Золотилова Золотиловской волости Нерехтского уезда Костромской губернии (ныне — село Золотилово Вичугский район, Ивановская область). Получил домашнее образование. Не обладая сильным голосом, юноша Григорий хотел заняться рисованием, к чему имел очевидный талант, однако по настоянию брата и деда, стал всё же изучать пение. Учёба шла успешно.
Когда настала пора жениться, мать и брат сами нашли невесту, и хотя Григорий желал жениться на другой девушке, он покорился воле старших и в 1896 году сочетался браком с Анной Дмитриевной, урождённой Печневой. Брак оказался очень удачным: „Когда был совершён брак, чин венчания, то у сочетавшихся оказалась какая-то особая, неописуемая любовь, каковая была неизменна до смерти“ — пишет отец Геронтий в воспоминаниях. В семье было двое сыновей — Геннадий и Анатолий.
Занимался крестьянским трудом, обучал детей церковному чтению и пению, которым, в свою очередь, научился у старшего брата Георгия.

### Военная служба
В ноябре 1899 года Григория Ивановича призвали на военную службу. Первый год во время строевой службы Григория Ивановича осуждали на отказ петь песни и есть мясо в посты, считая это уклонением от службы. На второй год его определили в канцелярию писарем. Отстаивая в спорах свою веру, Григорий Иванович был вместе с тем дружен с окружающими и всеми уважаем. Он привёл в порядок архив Старорусского полка, копившийся более 200 лет, и получил благодарность. К празднику Рождества Григорий Иванович создал рисунок для поздравительного письма, отпечатал на литографическом камне и служившие с ним разослали поздравления родным. Только через 2 года получил Григорий Иванович отпуск на месяц.
По окончании военной службы на отлично выдержал экзамен на заурядного военного чиновника, и окончательно вернулся домой. Помогал брату-священнику, воспитывал с женой его сирот.
Являлся уставщиком в храме в родном селе.

### Иерей

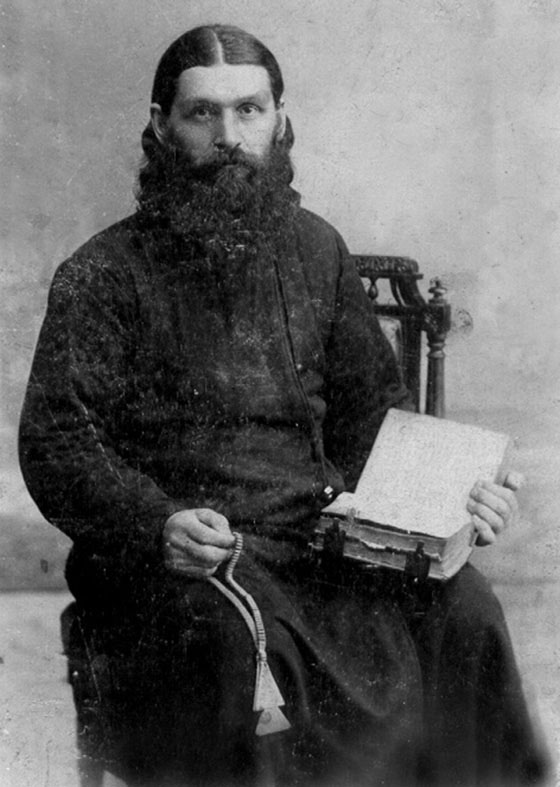
Григорий Лакомкин. 1910-е гг.

14 мая 1906 года рукоположён в сан диакона. 21 мая 1906 года рукоположён во иерея и назначен настоятелем церкви в селе Стрельниково Костромской губернии.
Получил очень сложный приход, многие верующие были подвержены пьянству. Проявил себя энергичным пастырем, за шесть лет его настоятельства был перестроен храм, основана богадельня, выстроено здание особого старообрядческого училища с четырёхлетним обучением, (о. Григорий преподавал в нём Закон Божий и основы богослужения). Под его руководством была создана школа крюкового (знаменного и демественного) пения для детей, в которой воспитаны более двух десятков учителей пения. Хор прихода в селе Стрельниково приобрёл широкую известность в старообрядческой среде.
17 сентября 1908 года овдовел.
В 1911 году в приходе было учреждено общество трезвости.

### На Петербургской кафедре
25 августа 1911 года на Освященном соборе был избран епископом Петербургско-Тверской епархии.
В декабре 1911 года был возведён в сан протоиерея.
2 марта 1912 года епископ Ярославский Ипатий (Басо-Скоков) в моленной Д. В. Сироткина в Нижнем Новгороде совершил чин пострижения протоиерея Григория в иноки. Евангельским отцом новопостриженного инока стал присутствовавший при пострижении епископ Нижегородский Иннокентий (Усов).
11 марта того же года в Покровском храме на Громовском кладбище рукоположён в епископы. Хиротонию возглавил архиепископ Иоанн (Картушин).
Во время его управления епархией в епархии было построено 14 храмов (из них 7 каменных; в частности, в 1915 им был освящён только что построенный кафедральный Покровский собор на Громовском кладбище), кроме того, были переустроены и отремонтированы три храма. В Псковской губернии епископом Геронтием был основан монастырь. Много внимания уделял образованию, открывал духовные школы и училища, в том числе при старообрядческих храмах.
После прихода к власти большевиков на некоторое время был арестован, после освобождения вернулся на свой старый приход в селе Стрельниково, а в 1920 по решению епархиального съезда, состоявшегося в Ржеве, вернулся в Петроград.
В 1918 году организовал братство имени священномученика протопопа Аввакума с участием около ста человек, функционировавшее до 1927 года; при братстве был организован любительский хор.
После смерти епископа Павла (Силаева) временно управлял Калужско-Смоленской епархией около года, до хиротонии епископа Савы (Ананьева).
С 1924 года титуловался «Ленинградским и Тверским».
В 1925—1926 годы организовал в Ленинграде богословские пастырские курсы, на которых получали образование около 30 человек. Собрал библиотеку, в которой насчитывалось около полутора тысяч книг. Был энергичным епископом — в отсутствие секретаря ежегодно писал и отправлял более 1200 различных писем и посланий.

### В тюрьмах и лагерях
В ночь с 13 на 14 апреля 1932 года агенты ОГПУ нанесли страшный удар по старообрядцам Ленинграда, подвергнув тем или иным формам репрессий более 160 человек: всё духовенство Епархиального центра Белокриницкого согласия в Ленинграде, в том числе епископа Геронтия (Лакомкина), большинство певчих, постоянных прихожан храмов Громовского старообрядческого кладбища, а также почти всех членов Братства имени протопопа Аввакума, в которое, помимо старообрядцев Белокриницкого согласия, входили единоверцы. В эту ночь началось следствие по делу «Всероссийского союза старообрядческих братств» (уже давно не существовавшего) и «Ленинградского братства имени протопопа Аввакума», по которому прошло в качестве обвиняемых 67 человек. Все они были приговорены 22 и 28 ноября 1932 года Особым совещанием Коллегии ОГПУ к различным срокам заключения в лагерь или ссылки. Арестованный вместе с ним сын Геннадий погиб в лагере. Девять месяцев находился в предварительном заключении в тюрьмах Ленинграда, в том числе пять — в одиночной камере. В тюрьме тяжело болел цингой, но даже тогда не нарушал поста, не потреблял мясной пищи. В ноябре 1932 приговорён к 10 годам лишения свободы. Был отправлен в Вишерлаг, сразу же после прибытия был насильственно обрит, что особенно тяжело воспринимается старообрядцами.
В лагере был назначен санитаром, но вскоре был снят с этой должности:

Был приказ, чтобы от больных никто не смел брать пищу, и то, что им полагается, то и выдавать под строгую ответственность. На другой же день утром является ко мне бухгалтер-пьяница, два-три лекпома и просят мослов. Это значит, на каждого дать около одного килограмма мяса. Я отказался, указав на приказ. Мне пригрозили и обещали отомстить, ибо это у них был закон: поедать мясо, предназначенное для больных. Злоба на меня росла все более и более от тех, кому я не давал мяса, сахару и т. п. от больных. Меня даже сняли с работы по жалобам указанных лиц и поместили в самый грязный барак. Вши, воровство и урки. Спали все одетые, и то с сонных снимали, что ворам нужно. Так мне пришлось побыть с полгода. Вшей не искали, их просто сгребали и кидали. Грязь необыкновенная.

Был тяжело болен, по выздоровлении был назначен «дневальным и старостой в бараке, где помещались санитары, медбратья и разные должностные лица» (к тому времени лекпомов, требовавших от епископа продуктов, сняли с должности в результате проверки). Потом согласился быть старшим санитаром, но на своих условиях:

Долго я не соглашался, но когда согласился, то поставил им условие, чтобы бороду мне не брить (а перед этим меня ещё раз насильно в бане обрили), чтобы санитаров кормить из больничного котла, чтобы они были сыты и чтобы не воровали.

В 1935 году переведён в лагерь в Саранск, где вновь работал старшим санитаром, но затем переведён на общие работы, занимался плетением лаптей, потом ткал рогожи. За празднование Пасхи был переведён на более тяжёлые работы, где переболел малярией. Потом вместе с другими инвалидами был переведён в Алаторск, откуда его отправили в Ветлужские лагеря, где он был бригадиром. В 1937 году отправлен на север в Коми АССР, там работал санитаром в палате для умирающих. В последнее время перед освобождением занимался изготовлением хвойного кваса по своей авторской технологии (изобрёл хвоестрогальную машину).
4 июля 1942 года освобождён из заключения, отбыв срок полностью (с превышением почти на три месяца).

### Один из руководителей старообрядческой церкви
В то время Ленинград находился во вражеской блокаде, а большая часть территории Ленинградской и Тверской епархии была оккупирована немецкими войсками. Епископ Геронтий не имел никакой возможности узнать, что стало с его паствой. Епископу Геронтию было разрешено поселиться в Костромской области (в селе Стрельниково, в котором служил до рукоположения в епископа).
В 1943 году получил государственную регистрацию как епископ.
В конце 1943 года был вызван в Москву, назначен епископом Ярославским и Костромским (затем переименованной в Костромскую и Ярославскую, так как епископ находился в Костромской области) и помощником архиепископа Московского и всея Руси Иринарха (Парфёнова), служил в Покровском соборе на Рогожском кладбище, много проповедовал.
В 1945—1949 годы руководил изданием церковного календаря — единственного старообрядческого периодического издания, выпускавшегося в то время. Несмотря на пожилой возраст, часто посещал приходы. Автор воззваний, обращенных к другим старообрядческим течениям, с призывом присоединиться к Русской православной старообрядческой церкви. Участвовал в поставлении трёх епископов, составил список кандидатов в епископы, хиротонии которых проходили вплоть до начала 1960-х годов.
Выдающийся проповедник, каждый воскресный и праздничный день говорил проповеди в Покровском кафедральном соборе на Рогожском кладбище. Мемуарист, его воспоминания являются ценным источником по истории старообрядчества XIX—XX веков; отдельная глава мемуаров посвящена его пребыванию в заключении в 1932—1942 годах.

### Духовное завещание
Широкую известность среди старообрядцев получило Духовное завещание епископа Геронтия, составленное 20 октября 1950 года. В нём епископ, кратко упоминая о своём имуществе (которое заключалось в библиотеке, завещанной им Покровскому кафедральному собору с тем, чтобы книги «были представлены для чтения всем христианам по их желанию и выдавались по записи в особую книгу, дабы не утерялись»), основное внимание уделяет духовным наставлениям. Среди них следующие:

Старайтесь, чтобы в детях ваших не было злобы, лжи, клеветы, сквернословия, пьянства и татьбы, зависти и мщения и других тому подобных грехов. Да не зайдет солнце во гневе вашем. Всегда прощайте друг друга, а особо на ночь нужно всегда прощаться. Не забывайте праздничных и воскресных дней, когда непременно надо приходить на общую церковную службу — Всенощную и Литургию. В церкви Божией стойте со страхом и с благоговением, без разговоров, как на небе. До окончания службы не уходите из святого храма. На подаяние во святой храм и бедным не скупитесь. А дома ежедневно молитесь утром, и на сон, и днем, а также перед пищею и после пищи, как указано во святых книгах… Молитесь без поспешности, с благоговением, а тем более старайтесь истово, не спеша, совершать крестное знамение и поклоны. Крестное знамение совершайте двуперстно, как установлено Христовой Церковью, с молитвами, и чтобы сердце ваше и ум были объединены мыслью молитв и благоговейным чувством к Богу, Его святым угодникам. Ибо молитва есть святая беседа с Богом и Его святыми. Молитва есть возношение ума и сердца к Богу.

Скончался 7 июня 1951 года в Москве, был похоронен на Рогожском кладбище.

## Канонизация
В июле 2007 епископ Геронтий на съезде Санкт-Петербургской и Тверской епархии был причислен к лику местночтимых святых.
Канонизирован для общецерковного почитания в октябре 2012 года на Освященном Соборе Русской Православной Старообрядческой Церкви.

## Труды
- Духовное завещание
- Воспоминания